# La gota d'aigua
La gota d'aigua és un àlbum il·lustrat d'Inês Castel-Branco, publicat l'any 2018; adaptat a partir d'un text de Raimon Panikkar i il·lustrat per la mateixa autora. És un llibre amb il·lustracions en aquarel·la, llapis de colors i collage, que parteix de la metàfora intercultural de la gota d'aigua per explicar als infants què és la mort, sense tabús. Va ser editat per primera vegada a l'abril del 2018. Està disponible en català, castellà i portuguès.

## Sinopsi
El text intenta respondre tres preguntes claus: I si la mort pogués explicar amb l'instant en el qual una gota d'aigua cau al mar? Què passa amb la gota d'aigua? Que passa amb l'aigua de la gota? La resposta sorgeix de la inspiració de Raimon Panikkar. Segons ell, «tots som com una gota que es desfà en l'oceà universal. Cada gota, fràgil, acaba desapareixent. Però l'aigua continguda en ella, per poca que sigui, mai desapareixerà, sinó que pasará a formar part del gran oceà de la existencia, de la vida, de la realitat».
L'objectiu principal del llibre és la pèrdua de la mort com a tabú. A molts països, la mort sempre ha estat un tòpic dificil d'explicar, i molt més als infants. Aquest àlbum intenta facilitar la feina dels adults a l'hora d'afrontar el moment d'explicar aquest concepte als més petits. Ho fa mitjançant aquesta metàfora de la gota de l'aigua que al final s'acaba ficant a l'aigua i perdent la seva forma, per començar a ser una porció d'un gran mar.